# Estación Mate de Luna
La Estación Mate de Luna fue una estación de ferrocarril de San Miguel de Tucumán, Tucumán, Argentina. Se encontraba en la calle Fleming y diagonal Agote, y actualmente ya no existe.

## Servicios
Originalmente sirvió como estación de los ramales C y CC12 del Ferrocarril Belgrano. Contaba con una playa de maniobras, oficinas y galpones de almacenamiento. En 1979 la estación y los talleres cerraron, siendo el predio y la estación tomados por familias sin hogar. Así se formaron asentamientos precarios y paulatinamente se desmantelaron todas las estructuras ferroviarias. En 2011 se construyó una escuela sobre una sección de la vieja estación. Actualmente la estación ya no presta servicios ferroviarios y las vías fueron levantadas.